# Ip Media Marketing
Die Ip Media Marketing GmbH mit Sitz in Pörtschach am Wörthersee ist ein österreichisches Fernsehproduktionsunternehmen und Veranstalter. Schwerpunkte sind Unterhaltungsshows, Live-Konzerte, Künstlermanagement, Produktionsdienstleistungen und Events. Die ip media Holding befindet sich in Besitz von Martin Ramusch, Gerfried Zmölnig (Geschäftsführer) und Christian Diechler (Prokurist).

## Geschichte
Die ip media marketing GmbH wurde 1999 von Martin Ramusch gegründet. Geschäftsfelder waren zunächst Events und Marketingaktivitäten. Die erste Fernsehproduktion war 2000 die Musikshow „Starnacht am Wörthersee“, die bis heute von der ip media marketing GmbH ausgeführt wird. Seit 2006 werden weitere größere Shows produziert, insbesondere Musikshows aus dem Bereich Schlager und volkstümliche Musik, Unterhaltungsshows sowie Infotainment Formate.

## Aktuelle Fernsehproduktionen und Veranstaltungen

### Fernsehen
- Guten Morgen Österreich (seit 2016; ORF)
- Starnacht am Wörthersee (seit 2000; ORF, MDR)
- Starnacht aus der Wachau (seit 2012; ORF, MDR)
- Zauberhafte Weihnacht im Land der Stillen Nacht (seit 2014; ORF, BR)[2]
- Österreich blüht auf – die große Gartenshow (seit 2020; ORF)[3]
- Komödienstadel (seit 2015; BR)
- Fit mit Philipp (seit 2021; ORF)[4][5]
- Brettl-Spitzen (seit 2024; BR)

### Veranstaltungen
- Alpen Adria Hafenfest (seit 2012)[6]
- Wiener Wiesn Fest Künstlerbooking & Management (seit 2011)
- Konzertserie „Krone Feierabend“ (seit 2019, Congress Center Wörthersee, laufende Liveauftritte von Künstlern)[7]

### Ehemalige Fernsehproduktionen und Veranstaltungen
- Starnacht im Montafon (2003–2007; ORF)
- Starnacht in Wien (2005–2006, ORF)
- Musikantenstadl (2006–2015, ORF, SRF, Das Erste)
- Stadlshow (2015, ORF, SRF, Das Erste)
- Starnacht aus der Jungfrau Region (2009–2010; ORF, SRF)
- Starnacht am Neusiedler See (2016, ORF)
- Narrisch Guates Sommerkabarett (2016–2017; ORF)
- Die Silvestershow mit Jörg Pilawa (2017–2018; ORF, SRF, Das Erste)
- Silvesterstadl (2016, ORF, SRF, Das Erste)
- Die Klubbb3 Hüttenparty (2017–2018; ORF, MDR)
- Gabalier – die Volks Rock´n´ Roll Show (2014; SRF, ORF, BR, Das Erste)
- Eurovision Songcontest Wien (2015)
- Alpen Radtour (2015; ORF, BR)[8]
- Villacher Stadtfest (2004–2010)
- Klagenfurter Stadtfest (2002–2006)
- Seefest (2009–2011)